# ذا ريد سترينغز كلوب
ذا ريد سترينغز كلوب (بالإنجليزية: The Red Strings Club)، هي لعبة فيديو من نوع مغامرات، صدرت في المتجر الإلكتروني يوم 22 يناير 2018، وهي من تطوير ستوديو ديكونستركتيم الإسبانية، ومن نشر ديفيلوفر ديجيتال الأمريكية، وتعمل على منصات مايكروسوفت ويندوز، لينكس وماك أو إس.

## الموقع الخارجي
- الموقع الرسمي نسخة محفوظة 27 أبريل 2018 على موقع واي باك مشين. (الإنكليزية)